# Loudon, Tennessee
Loudon är administrativ huvudort i Loudon County i Tennessee. Stavningen till trots fick orten sitt namn efter John Campbell, 4:e earl av Loudoun.